# Crisantos Obama Ondo

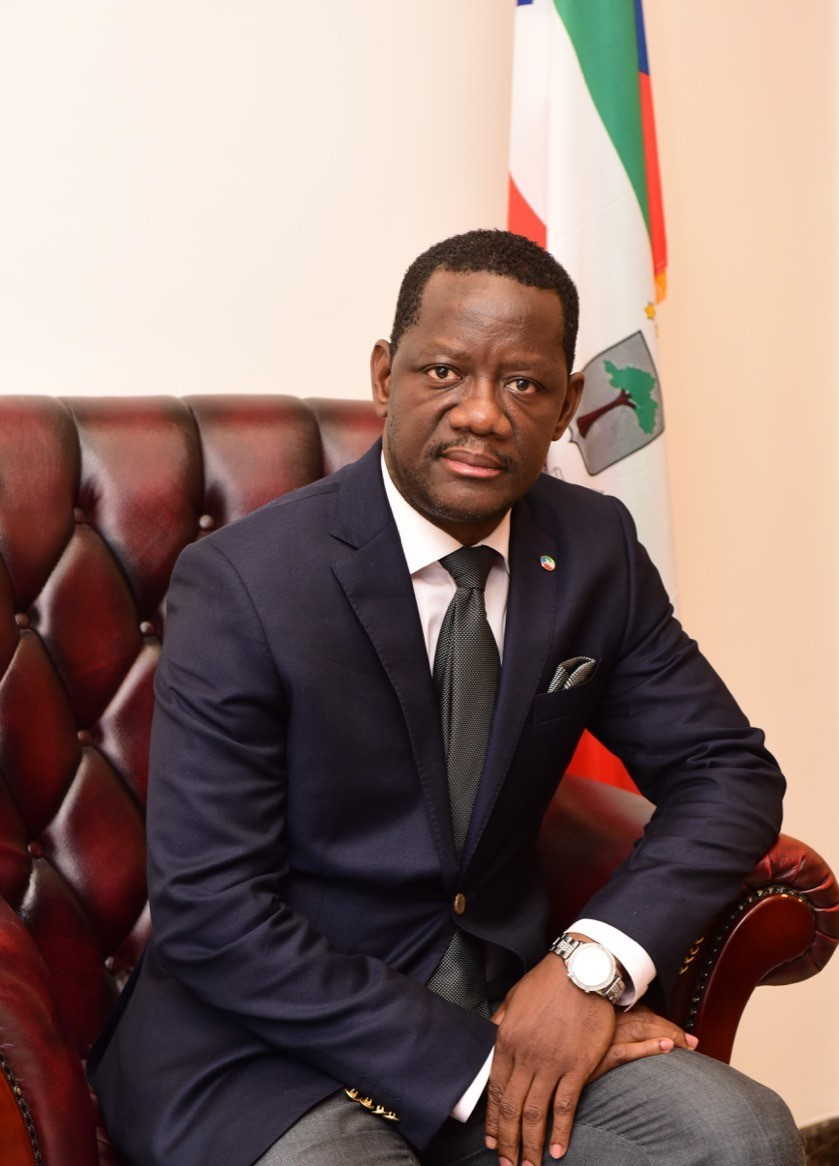
Embajador de Guinea Ecuatorial en los Estados Unidos de América.

Crisantos Obama Ondo, ( 25 de octubre de 1972 en Ebang CDO, distrito de Mongomo, provincia de Wele Nzas, Guinea Ecuatorial), es un escritor y Embajador de Guinea Ecuatorial acreditado en los Estados Unidos de América desde el 19 de octubre de 2023.

## Primeros años y educación
Obama Ondo nace en el poblado de Ebang CDO, hoy distrito urbano número 1 de Mongomo, el día 25 de octubre de 1972. Empezó su andadura profesional trabajando como botánico para estudiar la biodiversidad forestal de Guinea Ecuatorial y de África central. Pero interesado más tarde por las cuestiones sociales, inició los estudios de licenciatura en Ciencias Políticas y Sociología en la Universidad española de Educación a Distancia (UNED) y de antropología social y cultural en la Universidad Libre de Bruselas (ULB). Al margen de otros títulos, posee una licenciatura en Ciencias Políticas y Sociología, un máster en Política y Democracia, un máster en Relaciones Internacionales y Diplomacia y un máster en Negociación y Resolución de Conflictos.
Desde 2015, es estudiante de doctorado en ciencias políticas por la Universidad Descartes, la Sorbona de París. Trabaja desde 2009 como diplomático de Guinea Ecuatorial, pero prevaleciendo sobre él, la atenta curiosidad de analizar con objetividad los problemas sociales y políticos así como las potencialidades africanas, participando asi en la negociación diplomática de más de 15 años al que se sometió Guinea Ecuatorial a fin de que se adoptara el español como idioma de trabajo en el seno del bloque comunitario africano (la Unión Africana).

## Responsabilidades  Institucionales
A lo largo de su carrera Obama Ondo ha tenido importantes responabilidades en diferentes instituciones tales como:
- Director Nacional del proyecto CUREF, Gobierno y Unión Europea para la conservación de la biodiversidad, años: 1998-2002.
- Director general del Instituto Nacional de Desarrollo Forestal y Gestión de Áreas Protegidas, años: 2002-2004.
- Coordinador Nacional de la Comisión de Ministros de Bosques de África Central (COMIFAC), años: 2004-2009.
- Embajador- Representante de la Misión Permanente de Guinea Ecuatorial ante las Organizaciones Agrícolas del Sistema de Naciones Unidas[5] (FAO, FIDA y PMA), años: 2009-2015.
- Embajador Extraordinario y Plenipotenciario de la República de Guinea Ecuatorial ante el [6]Reino de Marruecos, Túnez y Mauritania, desde marzo de 2016 hasta mayo de 2018.
- Embajador Extraordinario y Plenipotenciario de la República de Guinea Ecuatorial en Etiopía, Somalia, Yibuti, Seychelles y Kenia, Representante Permanente ante la Unión Africana y la Comisión de la ONU para África, desde enero de 2019 hasta octubre de 2023.

Acumulando así mucha experiencia a lo largo de los años.

## Méritos profecionales
Como botánico, describió muchas plantas nuevas para la ciencia. Su actividad como botánico también fue reconocida, recibiendo el nombre de una especie nueva para la ciencia, Heterotis obamae, recibió el premio de colaboración exitosa entre las Agencias del Sistema de Naciones Unidas basadas en Roma y el Gobierno de Guinea Ecuatorial.
También obtuvo el reconocimiento del Programa Mundial de Alimentos (PMA) a la contribución de Guinea Ecuatorial a la lucha contra la población en el mundo, año: 2014, reconocimiento del Gobierno de Pakistán como primer miembro del Consejo de Administración del PMA, año: 2015, miembro creador de la ONG ANDEGE (Amigos de la Naturaleza de Guinea Ecuatorial). Sede central Bata, también destaca el premio EXIBED 2018 a la excelencia en la calidad educativa por la Escuela Politécnica Internacional SLG España, también se le reconoce como Doctor Honorifico en Cultura de la Paz por la Fundación Global África Latina, Doctor Honorifico Causa en Estudios Económicos por la Corporación Global de Negocios y Educación de Lima-Perú, reconocimiento de la Universidad de Aquino-Bolivia, premio Internacional en Cultura de Paz por el Centro Internacional de Neurociencias y Word Parlament of Education, miembro del Colegio Internacional de Doctores.
Crisantos Obama Ondo recibió la Alta Distinción de Su Majestad el Rey Mohammed VI como Comendador de Wissam Al Alaoui, en reconocimiento a sus méritos y a la estima que le dispensó Su Majestad el Rey Mohammed VI en junio de 2019. también fue elegido Miembro de la Junta Directiva del Colegio Oficial Internacional de Médicos creado el 15 de septiembre de 2020 y con sede en Perú.
Recientemente Crisantos Obama Ondo también recibió un Certificado de Agradecimiento del Presidente de la Comisión de la Unión Africana, Mousa Faki Mahamat, tras completar su misión diplomática de 5 años como representante de la Misión Permanente de Guinea Ecuatorial ante la Unión Africana en Addis Abeba en octubre. 2023.